# 2023—2024年叙利亚南部抗议
2023—2024年叙利亚南部抗议是2023年8月17日至2024年12月8日期間敘利亞南部出現的抗議活動。
2023年8月初，阿薩德政權决定大幅削减燃油补贴，导致汽油价格上涨了一倍多 ，再加上敘利亞的经济困难不断升级，在德鲁兹人占多数的城市苏韦达率先爆发抗議活動。 这些抗议活动的范围和强度迅速扩大，到8月20日，数千人高呼口号，要求推翻阿薩德政權。 8月24日，抗议活动蔓延至德拉。  
2024年2月28日，一名男子在苏韦达的抗议活动中被叙利亚武装部队开枪打死，苏韦达的紧张局势急剧升级， 更多的人加入到示威活动中來，抗议者要求联合国安全理事会第2254号决议得到落實。 
最終抗议活动随着阿萨德政權倒台而结束。